# エントリーシート
エントリーシート（Entry Sheet）とは、イベント等への参加を希望する者が参加希望の意思や必要事項等を記載し、その主催者に対して提出する書類・応募用紙のことである。要するに「申込書」のこと。ESと略されることも多い。

## 概要
エントリーシートは通常、イベント等の主催者が独自に作成した用紙が用いられる。参加を希望する者はまずこのエントリーシートに必要事項を記載して主催者に提出する。これにより主催者に参加が認められれば、そのイベント等への参加資格を得ることができる。つまり、主催者が募集を想定している者以外の参加を阻止する目的でも使うことができる。
エントリーシートという語は、スポーツや各種競技の大会イベントなどへの参加申込書のほか、企業が就職希望者に対して配布する参加申込書などで使われる（詳細は後述）。

## 語学的見地
エントリーシートは、上記のように日本語で「申込書」の意味を持つ語だが、 entry sheet という英語は存在しない（和製英語）。英語では application や entry blank などという。特に就職活動におけるエントリーシートに限定する場合は、 job application などという。

## 就職活動におけるエントリーシート
就職活動において、企業等（大企業や一部の中堅企業）が独自で応募用紙（エントリーシート）を作成している場合がある。ただし、リクルート社の「OpenES」のように、予め作成した内容を複数の企業に提出できるサービスも存在する。
エントリーシートは一次選考として応募者の絞込みに主に使用される。有名企業では書類選考的な意味を持たせているところも多く、応募者の大部分がESで不合格となる場合もある。

### 記入する内容
内容は、氏名と連絡先・出身高校名と大学名（中途採用の場合はこれに加えて職歴）を記載する欄の他、各企業が独自に作成した何問かの設問がある。これらの設問の内容は志望動機や自己PRに関連した内容がほとんどで、記入欄が広く取られ、論作文試験と同じような形式になっている事が特徴である。また、TOEIC○点、英検○級など、資格や特技などを申告させるスペースもある。